# Judith Simon
Judith Simon (1977) és una psicòloga, filòsofa i professora universitària alemanya.
Llicenciada en Psicologia per la Universitat Lliure de Berlín i Doctora en Filosofia per la Universitat de Viena, actualment, és professora d'Ètica de la Informació i la Tecnologia a la Universitat d'Hamburg. Forma part dels consells de redacció de les revistes Philosophy and Technology (Springer) i Big Data & Society (Sage), i és membre del Consell d'Ètica alemany. Ha estat becària visitant a la Universitat Stanford i investigadora convidada a Trento, a Ljubljana i a l'Institut de Recerca en Intel·ligència Artificial (CSIC-IIIA) de Barcelona. Els seus principals àmbits de recerca són els problemes epistemològics i ètics entorn de les tecnologies de la informació, la comunicació i la computació, com l'ètica informàtica, i les responsabilitats d'usuaris i dissenyadors de les TIC. El 2013 va rebre el premi Herbert A. Simon de la International Association for Computing and Philosophy (IACAP).